# Lloyd Bridges

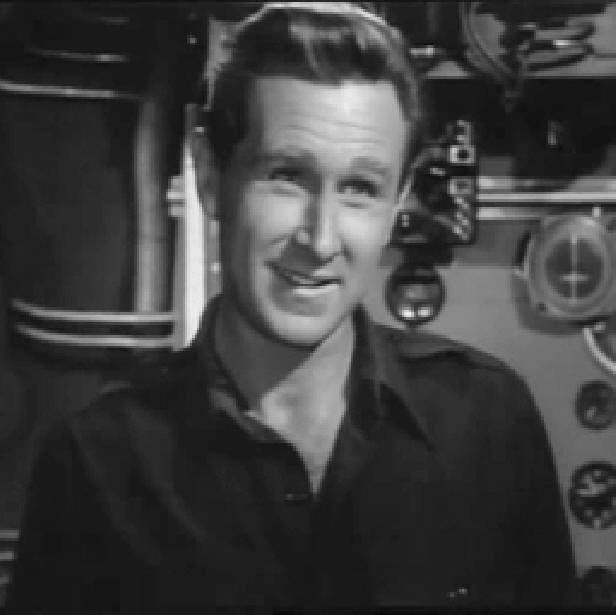
Lloyd Bridges em Rocketship X-M (1950)

Lloyd Vernet Bridges, Jr. (San Leandro, 15 de janeiro de 1913 – Los Angeles, 10 de março de 1998) foi um ator estadunidense, que estrelou inúmeras séries de televisão e apareceu em mais de 150 filmes. Bridges é mais conhecido pelo personagem Mike Nelson na série de televisão Sea Hunt (1958). É pai dos também atores Beau Bridges e Jeff Bridges.

## Biografia
Lloyd Bridges era filho de Lloyd Vernet Bridges, Sr. e Harriet Evelyn Bridges. Tendo sido um astro de atletismo em sua adolescência. Seus pais eram nativos do Kansas. Bridges graduou-se na Petaluma High School em 1931. Ele estudou artes dramáticas na UCLA, onde era membro da fraternidade Sigma Alpha Epsilon.
Formado em arte dramática apareceu pela primeira vez no cinema no começo dos anos 40, por sua participação em grupos teatrais radicais e acabou entrando para a lista negra do FBI na era do Macartismo. 

## Carreira
Bridges estreou na Broadway em 1936 como figurante em Frenshman Love, e tornou-se conhecido entre os brasileiros por sua participação no seriado de TV Aventura Submarina, exibido pela extinta TV Tupi.
Produzido no fim da década de 1950 e início da seguinte, foram rodados 156 episódios, conquistando uma audiência esmagadora nos Estados Unidos. Lloyd Bridges foi um dos protagonistas do clássico High Noon (Matar ou morrer, no Brasil) de 1952.
Apareceu em cerca de vinte filmes B da Columbia Pictures. Alto, loiro e de feições rudes, era o ideal para faroestes e filmes de ação, tendo abandonado o estúdio que o contratara em 1945.
Em 1980 destacou-se na comédia cinematográfica Airplane! (Apertem os cintos, o piloto sumiu, no Brasil) e Hot Shots! (Top gang - ases muito loucos, no Brasil) de 1991.
No início da década de 1950, Bridges testemunhou perante o Comitê de Atividades Anti-americanas, confirmando sua filiação ao Partido Comunista dos Estados Unidos.
Possui uma estrela na Calçada da Fama localizada em 7065 Hollywood Boulevard.

## Vida pessoal
Bridges foi casado com Dorothy Simpson, com quem teve quatro filhos: Beau Bridges, Jeff Bridges, Lucinda Bridges e Garrett Bridges, falecido de síndrome de morte súbita infantil em 3 de agosto de 1948. O ator Jordan Bridges é seu neto.

## Morte
Bridges faleceu aos 85 anos, em 10 de março de 1998. Foi cremado e suas cinzas foram dispersas por sua família.

## Homenagens
O episódio ("The Burning") da última temporada de Seinfeld (1998) foi dedicado em sua memória. Bridges havia interpretado Izzy Mandelbaum nos episódios "The English Patient" em 1997 e "The Blood" em 1998.
O seu último filme, Jane Austen's Mafia! (Máfia!, no Brasil), uma sátira em cima de The Godfather (O poderoso chefão, no Brasil) foi lançado em sua homenagem no mesmo ano de sua morte.